# Alpina rectilineata
Alpina rectilineata är en fjärilsart som beskrevs av Eugen Wehrli 1920. Alpina rectilineata ingår i släktet Alpina och familjen mätare. Inga underarter finns listade i Catalogue of Life.